# Obstipação
Obstipação ou constipação intestinal, popularmente denominada prisão de ventre, é uma condição caracterizada por defecações pouco frequentes ou de difícil passagem. As fezes apresentam-se geralmente duras e secas. Entre outros sintomas estão dores abdominais, sensação de ventre inchado e uma sensação semelhante a não ter defecado por completo. As complicações mais comuns das obstipações são hemorroidas, fissura anal ou acumulação de fezes no intestino grosso. A frequência normal de defecações em adultos é entre três por dia e três por semana. Os bebés geralmente realizam três a quatro defecações por dia e as crianças duas a três.
A obstipação tem várias causas. Entre as causas mais comuns estão a lentidão do movimento das fezes no cólon, síndrome do intestino irritável e distúrbios do soalho pélvico. Entre as possíveis doenças subjacentes estão o hipotiroidismo, diabetes, doença de Parkinson, doença celíaca, sensibilidade ao glúten não celíaca, cancro do cólon, diverticulite e doença inflamatória intestinal. Entre os medicamentos associados a obstipação estão os opioides, determinados antiácidos, bloqueadores dos canais de cálcio e anticolinérgicos. Cerca de 99% das pessoas que se encontram a tomar opioides desenvolvem obstipação. O organismo responde a estes fatores retendo as fezes por um período maior do que o normal. Em crianças a obstipação pode vir acompanhada de outros sintomas, como o escape fecal e encoprese, ou seja, o ato de sujar as roupas íntimas involuntariamente.
O tratamento da obstipação depende da causa subjacente e de há quanto tempo está presente. Entre as medidas que podem ajudar estão beber bastantes líquidos, ingerir fibras dietéticas (a Organização Mundial de Saúde recomenda a ingestão diária de 25 a 30g de fibra, quantidade facilmente alcançável com o consumo regular de frutas, vegetais, cereais integrais, grãos e sementes) e praticar exercício físico. Quando estas medidas não são eficazes, podem ser prescritos laxantes formadores de volume, laxantes osmóticos, laxantes emolientes ou laxantes lubrificantes. Os laxantes estimulantes são geralmente reservados para situações em que os outros tipos não são eficazes. Entre outros possíveis tratamentos estão o biofeedback ou, em casos raros, cirurgia. A obstipação é motivo de preocupação quando está associada a perda de peso ou anemia, quando existe sangue nas fezes, quando existem na família casos de cancro do cólon ou doença inflamatória ou quando aparece em idade avançada.
Na população em geral, a incidência de obstipação é de 2 a 30%. Entre idosos que vivem em lares, a incidência é de 50 a 75%. Estatisticamente, a prisão de ventre afeta mais as mulheres do que os homens devido a fatores hormonais e, no caso da gestação, pela compressão do útero sobre o intestino.